# Spjutkastning för herrar i friidrott vid olympiska sommarspelen 2012
Herrarnas spjutkastning vid olympiska sommarspelen 2012, i London i Storbritannien avgjordes den 8-11 augusti. Först hölls ett kval, och de som klarade kvalgränsen alternativt placerade sig tillräckligt bra fick tävla även i finalen.

## Medaljörer
| Event         | Guld                                | Guld                                | Silver                       | Silver                       | Brons                   | Brons                   |
| Spjutkastning | Keshorn Walcott Trinidad och Tobago | Keshorn Walcott Trinidad och Tobago | Oleksandr Pjatnitsia Ukraina | Oleksandr Pjatnitsia Ukraina | Antti Ruuskanen Finland | Antti Ruuskanen Finland |

## Program
Tider anges i lokal tid, det vill säga västeuropeisk sommartid (UTC+1).
| Datum                        | Tid   | Omgång |
| ---------------------------- | ----- | ------ |
| Onsdagen den 8 augusti 2012  | 19:05 | Kval   |
| Lördagen den 11 augusti 2012 | 19:20 | Final  |

## Resultat

### Kval
| Placering | Grupp | Idrottare                 | Nationalitet        | #1    | #2    | #3    | Resultat | Noteringar |
| --------- | ----- | ------------------------- | ------------------- | ----- | ----- | ----- | -------- | ---------- |
| 1         | B     | Vitezslav Vesely          | Tjeckien            | 88.34 | –     | –     | 88,34    | Q, WL, PB  |
| 2         | A     | Andreas Thorkildsen       | Norge               | 76.20 | 84.47 | –     | 84,47    | Q          |
| 3         | B     | Tero Pitkämäki            | Finland             | 76.53 | x     | 83.01 | 83,01    | Q          |
| 4         | B     | Oleksandr Pjatnitsia      | Ukraina             | 77.07 | 82.72 | –     | 82.72    | Q          |
| 5         | A     | Spiridon Lebesis          | Grekland            | 81.80 | 82.40 | –     | 82.40    | Q          |
| 6         | A     | Stuart Farquhar           | Nya Zeeland         | 82.32 | –     | –     | 82.32    | Q          |
| 7         | B     | Roderick Genki Dean       | Japan               | 71.58 | 82.07 | –     | 82.07    | Q          |
| 8         | A     | Ari Mannio                | Finland             | 81.99 | x     | 76.25 | 81.99    | q          |
| 9         | B     | Julius Yego               | Kenya               | 79.10 | 79.33 | 81.81 | 81.81    | q, NR      |
| 10        | B     | Keshorn Walcott           | Trinidad och Tobago | 78.91 | 76.44 | 81.75 | 81.75    | q          |
| 11        | B     | Antti Ruuskanen           | Finland             | 77.83 | 81.74 | x     | 81.74    | q          |
| 12        | A     | Tino Häber                | Tyskland            | 78.19 | 69.54 | 80.39 | 80.39    | q          |
| 13        | A     | Leslie Copeland           | Fiji                | 77.00 | 80.19 | 72.52 | 80.19    | SB         |
| 14        | A     | Roman Avramenko           | Ukraina             | 79.15 | 77.03 | 80.06 | 80.06    |            |
| 15        | A     | Uladzimir Kazlou          | Belarus             | x     | 79.10 | 80.06 | 80.06    |            |
| 16        | A     | Guillermo Martinez        | Kuba                | 75.39 | 80.06 | 77.22 | 80.06    |            |
| 17        | A     | Ainars Kovals             | Lettland            | 77.42 | 76.45 | 79.19 | 79.19    |            |
| 18        | B     | Kim Amb                   | Sverige             | x     | 71.85 | 78.94 | 78.94    |            |
| 19        | A     | Igor Janik                | Polen               | 76.01 | 78.90 | x     | 78.90    |            |
| 20        | B     | Fatih Avan                | Turkiet             | 78.74 | 78.20 | 78.87 | 78.87    |            |
| 21        | A     | Risto Matas               | Estland             | 70.34 | 78.56 | 76.30 | 78.56    |            |
| 22        | A     | Curtis Moss               | Kanada              | 74.21 | 78.13 | 78.22 | 78.22    |            |
| 23        | B     | Craig Kinsley             | USA                 | 72.80 | 71.47 | 78.18 | 78.18    |            |
| 24        | A     | Yukifumi Murakami         | Japan               | 76.37 | 77.80 | 77.77 | 77.80    |            |
| 25        | B     | Jakub Vadlejch            | Tjeckien            | x     | 77.61 | x     | 77.61    |            |
| 26        | B     | Dayron Marquez            | Colombia            | 75.15 | 77.59 | 76.50 | 77.59    |            |
| 27        | B     | Jarrod Bannister          | Australien          | 77.38 | 76.23 | x     | 77.38    |            |
| 28        | A     | Pawel Rakoczy             | Polen               | 77.36 | 73.22 | 73.44 | 77.36    |            |
| 29        | A     | Ihab Abdelrahman El Sayed | Egypten             | 72.93 | 77.35 | 75.19 | 77.35    |            |
| 30        | B     | Braian Toledo             | Argentina           | 76.87 | x     | 73.30 | 76.87    |            |
| 31        | B     | Jung Sangjin              | Sydkorea            | 76.37 | 74.77 | x     | 76.37    |            |
| 32        | A     | Cyrus Hostetler           | USA                 | 70.62 | 75.76 | 75.00 | 75.76    |            |
| 33        | A     | Ilja Korotkov             | Ryssland            | 75.68 | x     | x     | 75.68    |            |
| 34        | A     | Petr Frydrych             | Tjeckien            | 69.54 | 70.44 | 75.46 | 75.46    |            |
| 35        | B     | Mervyn Luckwell           | Storbritannien      | 74.09 | x     | x     | 74.09    |            |
| 36        | A     | Ivan Zajtsev              | Uzbekistan          | 73.07 | 73.94 | 71.39 | 73.94    |            |
| 37        | B     | Sean Furey                | USA                 | x     | 72.81 | 71.86 | 72.81    |            |
| 38        | A     | Vadims Vasilevskis        | Lettland            | x     | 72.81 | x     | 72.81    |            |
| 39        | B     | Melik Janojan             | Armenien            | 72.64 | 70.81 | 68.72 | 72.64    |            |
| 40        | B     | Matija Kranjc             | Slovenien           | 72.63 | 69.70 | 71.17 | 72.63    |            |
| 41        | A     | Qin Qiang                 | Kina                | 72.29 | 68.76 | 65.28 | 72.29    |            |
| 42        | B     | Bartosz Osewski           | Polen               | x     | x     | 71.19 | 71.19    |            |
| –         | B     | Matthias De Zordo         | Tyskland            | x     | x     | x     | NM       |            |
| –         | B     | Zigismunds Sirmais        | Lettland            | x     | x     | x     | NM       |            |

### Final
| Placering | Idrottare            | Nationalitet        | #1    | #2    | #3    | #4    | #5    | #6    | Resultat | Noteringar |
| --------- | -------------------- | ------------------- | ----- | ----- | ----- | ----- | ----- | ----- | -------- | ---------- |
| 1         | Keshorn Walcott      | Trinidad och Tobago | 83,51 | 84,58 | x     | 80,64 | x     | –     | 84,58    | NR         |
| 2         | Oleksandr Pjatnitsia | Ukraina             | 77.47 | 81.61 | 84.51 | 81.53 | 81.01 | 83.53 | 84,51    |            |
| 3         | Antti Ruuskanen      | Finland             | 79.60 | 81.09 | 81.60 | 81.97 | 84,12 | 79.88 | 84,12    |            |
| 4         | Vitezslav Vesely     | Tjeckien            | x     | 81.69 | 81.80 | x     | 80.32 | 83,34 | 83,34    |            |
| 5         | Tero Pitkämäki       | Finland             | 77.33 | 82.68 | 80.67 | 80.46 | 82,80 | 82.53 | 82,80    |            |
| 6         | Andreas Thorkildsen  | Norge               | x     | 82.63 | x     | 81.70 | x     | x     | 82,63    |            |
| 7         | Spiridon Lebesis     | Grekland            | 81.21 | 81.91 | 81.27 | 80.36 | x     | 79.45 | 81,91    |            |
| 8         | Tino Haber           | Tyskland            | 76.99 | 74.33 | 81.21 | 79.95 | 76.36 | 75.85 | 81,21    |            |
| 9         | Stuart Farquhar      | Nya Zeeland         | 76.80 | 76.64 | 80.22 | –     | –     | –     | 80,22    |            |
| 10        | Roderick Genki Dean  | Japan               | x     | 79.95 | x     | –     | –     | –     | 79,95    |            |
| 11        | Ari Mannio           | Finland             | 78.60 | 77.71 | x     | –     | –     | –     | 78,60    |            |
| 12        | Julius Yego          | Kenya               | 72.59 | 77.15 | 74.08 | –     | –     | –     | 77,15    |            |